# Кирил Десподов
Кирил Десподов (болг. Кирил Десподов, нар. 11 листопада 1996, Кресна) — болгарський футболіст, нападник болгарського «Лудогорця».

## Клубна кар'єра
Народився 11 листопада 1996 року в місті Кресна. Приєднався до Академії «Литекса» у віці 12 років і пройшов через усю молодіжну систему клубу. Він зіграв важливу роль у перемозі в юнацькому чемпіонаті Болгарії 2012 року (U-16), забивши два голи в фіналі проти «Черно Море» 26 квітня.

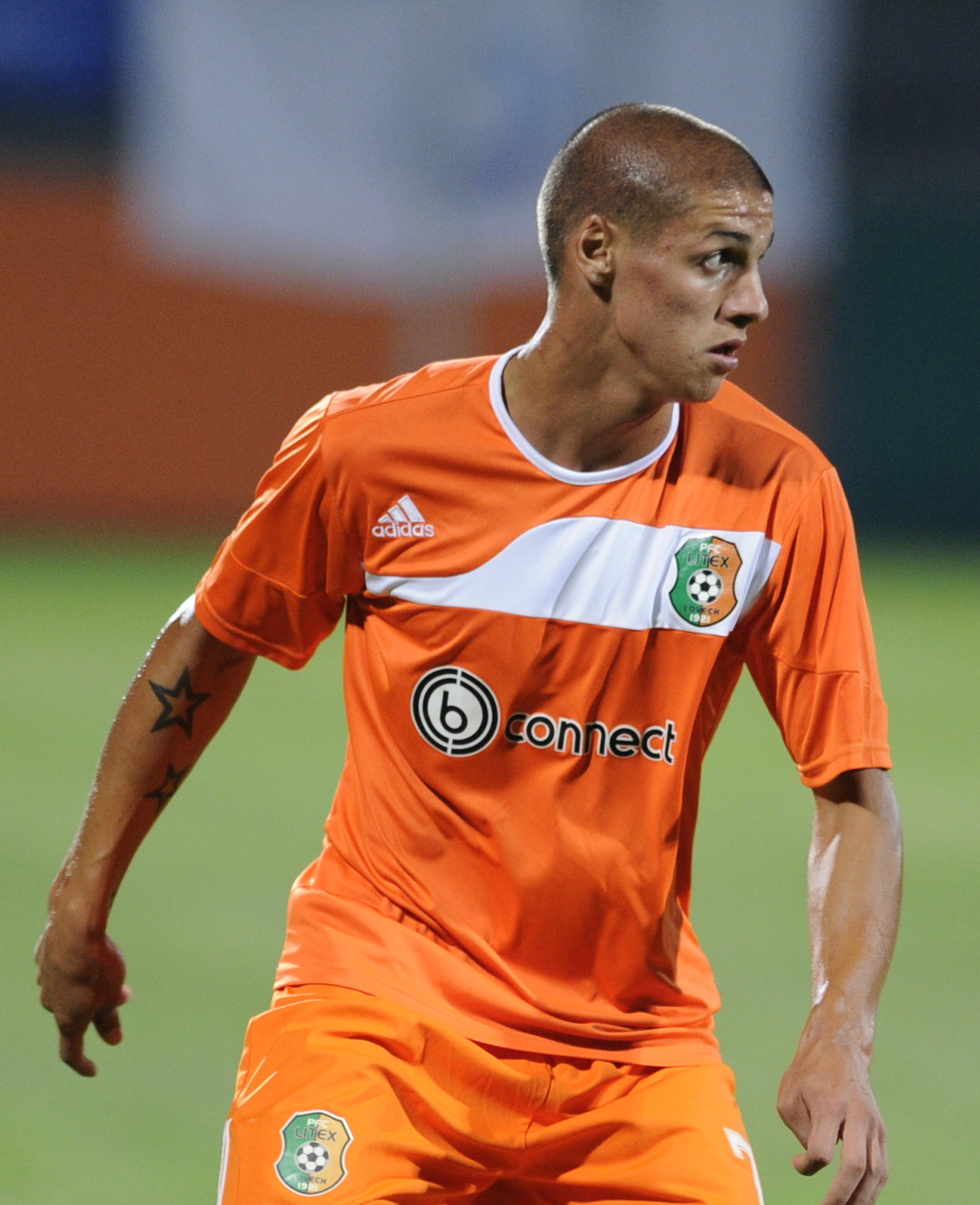
Кирил Десподов під час виступів за «Литекс». 2012 рік.

12 травня 2012 року головний тренер «Литекса» Христо Стоїчков випустив Кирила в грі проти «Каліакри», замінивши Светослава Тодорова. Гра завершилася перемогою «Литекса» 5:0. Дебют в чемпіонаті Болгарії у віці 15 років і 7 місяців став одним з рекордних. Раніше нього вийшов на поле лише Георгі Соколов, дебют якого відбувся в 1957 році у віці 15 років і 5 місяців. У клубі загалом Десподов провів чотири сезони, взявши участь у 37 матчах чемпіонату.
Влітку 2016 року підписав контракт з футбольним клубом ЦСКА (Софія). За два з половиною роки відіграв за армійців з Софії 71 матч в національному чемпіонаті, в якому забив 20 голів.
31 січня 2019 року перейшов до лав італійського «Кальярі», де розпочав виступи у статусі гравця резерву. Вже у вересні того ж року для здобуття ігрової практики був відданий в оренду до австрійського «Штурма» (Грац), в якому до кінця сезону 2019/20 забив 8 голів у 19 іграх австрійської першості.
Повернувшись з Австрії, на старті сезону 2020/21 взяв участь в одній грі за «Кальярі», після чого 5 жовтня 2020 року був знову відданий в оренду, цього разу на батьківщину до «Лудогорця».

## Виступи за збірні
2012 року дебютував у складі юнацької збірної Болгарії, взяв участь у 43 іграх на юнацькому рівні, відзначившись 16 забитими голами.
З 2015 року залучався до складу молодіжної збірної Болгарії. На молодіжному рівні зіграв у 14 офіційних матчах, забив 2 голи.
7 лютого  2015 року дебютував в офіційних матчах у складі національної збірної Болгарії у товариському матчі з Румунією (0:0), вийшовши в кінці матчу на заміну замість Станіслава Манолєва. Він також був викликаний у березні 2017 року на матчі кваліфікації до чемпіонату світу 2018 року проти Нідерландів, але залишився на лавці.
Свій перший гол за збірну забив 13 жовтня 2018 року у ворота збірної Кіпру в матчі Ліги націй УЄФА.
| Дата       | Місто         | Господарі | Результат | Гості                | Турнір                               | Голи | Примітки |
| ---------- | ------------- | --------- | --------- | -------------------- | ------------------------------------ | ---- | -------- |
| 7-2-2015   | Анталія       | Румунія   | 0 – 0     | Болгарія             | товариський матч                     | -    | 92'      |
| 23-3-2018  | Разград       | Болгарія  | 0 – 1     | Боснія і Герцеговина | товариський матч                     | -    | 63'      |
| 6-9-2018   | Любляна       | Словенія  | 1 – 2     | Болгарія             | Ліга націй УЄФА 2018-2019 - 1-й етап | -    | 14'      |
| 9-9-2018   | Софія (місто) | Болгарія  | 1 – 0     | Норвегія             | Ліга націй УЄФА 2018-2019 - 1-й етап | -    | 74'      |
| 13-10-2018 | Софія (місто) | Болгарія  | 2 – 0     | Кіпр                 | Ліга націй УЄФА 2018-2019 - 1-й етап | 1    | 75'      |
| 7-6-2019   | Прага         | Чехія     | 2 – 1     | Болгарія             | Відбір до ЧЄ 2020                    | -    | 46'      |
| 10-6-2019  | Софія (місто) | Болгарія  | 2 – 3     | Косово               | Відбір до ЧЄ 2020                    | -    |          |
| 7-9-2019   | Лондон        | Англія    | 4 – 0     | Болгарія             | Відбір до ЧЄ 2020                    | -    | 67'      |
| 10-9-2019  | Дублін        | Ірландія  | 3 – 1     | Болгарія             | товариський матч                     | -    | 68'      |
| 14-10-2019 | Софія (місто) | Болгарія  | 0 – 6     | Англія               | Відбір до ЧЄ 2020                    | -    |          |
| 14-11-2019 | Софія (місто) | Болгарія  | 0 – 1     | Парагвай             | товариський матч                     | -    | 46'      |
| 17-11-2019 | Софія (місто) | Болгарія  | 1 – 0     | Чехія                | Відбір до ЧЄ 2020                    | -    | 69'      |
| 8-10-2020  | Софія (місто) | Болгарія  | 1 – 3     | Угорщина             | Відбір до ЧЄ 2020                    | -    | 58'      |
| Усього     |               | Матчів    | 13        |                      | Голів                                | 1    |          |

## Титули і досягнення
- Чемпіон Болгарії (3):

«Лудогорець»: 2020–21, 2021–22, 2022–23
- Володар Суперкубка Болгарії (2):

«Лудогорець»: 2021, 2022
- Володар Кубка Болгарії (1):

«Лудогорець»: 2022–23